# Завиша Црни
Завиша Црни од Гарбова (пољ. Zawisza Czarny z Garbowa), такође познат и као Црни Витез, био је чувени пољски витез и дипломата. Победник је многих витешких турнира и важи за симбол витеза и витештва. Родио се 1379. године у Гарбову (пољ. Garbów), а приликом напада на Голубац 1428. године, Турци га заробљавају и убијају.

## Надимак и порекло
Завиша је надимак Црни добио због своје тамне косе и тамног тена, а према неким веровањима, због свог црног оклопа. Отац му је био Бернат од Гарбова (пољ. Biernat z Garbowa), док му је мајка непозната. Припадали су роду Сулима (пољ. Sulima), чији су грб носили. Њихов посед Гарбов се налазило у близини Сандомјежа.

## Биографија
Накратко у служби Тевтонског реда, убрзо га се одрекао, па је 1410. године учествовао у бици код Грунвалда на пољској страни. Учествовао је 1410. године у бици код Гринвалда против Тевтонских витезова. Након битке био је иницијатор потписивања мира (Љубовски мир из 1411. године) између пољског краља Владислава II и угарског краља Жигмунда. Наредне године био је у пратњи свог краља на великом скупу монарха у Будиму, што је искористио за учешће у једном од највећих такмичења оног доба.
Између 1410. до 1420. оженио се Барабаром Розен (пољ. Barbara Rozen), ћерком Пјотра Розена (пољ. Piotr Rozen) од рода Грифа (пољ. Gryf). Пјотр је саградио замак у Рожнову (пољ. Roznów) и дао га као мираз Завиши.
На сабору у Констанци 1414. године предводио је пољску делегацију, а 1416. године се нашао у пратњи, тада већ, немачког краља Жигмунда у Арагон. Приликом те посете учествовао је на турниру у Перпињану, на ком је победио чувеног витеза Јована од Арагона. Током 1417. године постаје староста (пољ. starosta) Кружвића (пољ. Kruszwica). Као представник свог краља, он 1419. године одлази код Жигмунда да испроси удовицу Вацлава IV (Жигмундовог брата, краља Бохемије) Офку. Остаје код Жигмунда и пружа му помоћ у борбама против Хусита, али након пораза на Кутној Гори (чеш. Kutná Hora) бива заробљен. Убрзо је ослобођен плаћањем високог откупа и 1420. године постаје староста Спица (пољ. Spisz). Приликом крунисања Сонке, четврте жене Владислава II, Завиша приређује велику гозбу у Кракову за европске монархе и властелу. Придружио се Жигмундовим походима против Турака на Балкану и приликом опсаде Голупца, 1428. године, Турци га заробљавају и убијају.
Иза Завише је остала супруга Барбара и њихова деца:
- Марчин, пао у бици код Варне 1444. године.
- Станислав, пао у бици код Варне 1444. године.[3]
- Завиша (II).[4]
- Јан, колонски старешина, погинуо у бици код Хојнице (1454.)
- Барбара.

## Мит о Завиши Црном
Током свог живота сматран је узором витешких врлина.
Захваљујући храбрости и оданости, постао је пољски народни јунак, попут Марка Краљевића код Срба. Томе су посебно допринели Јан Длугош (историчар из 15. века), Јакоб Швинка (песник и каноник Гњезна), као и сам краљ Жигмунд Луксембуршки. У пољском језику постоји изрека Ослони се на њега, као на Завишу (пољ. Polegaj jak na Zawiszy), што је постао и мото пољских извиђача.

## Наслеђе
У реконструисаној тврђави Голубац налази се стална поставка у част витезова који су бранили тврђаву, са посебним делом посвећеним Завиши. У Београду, главном граду Србије, у насељу Сењак (Улица Завише Црног/Улица Завише Црног) постоји улица која носи његово име.